# Adams (Wisconsin)
Adams es una ciudad ubicada en el condado de Adams en el estado estadounidense de Wisconsin. En el Censo de 2010 tenía una población de 1967 habitantes y una densidad poblacional de 257,1 personas por km².

## Geografía
Adams se encuentra ubicada en las coordenadas 43°57′19″N 89°49′00″O / 43.95528, -89.81667. Según la Oficina del Censo de los Estados Unidos, Adams tiene una superficie total de 7.65 km², de la cual 7.64 km² corresponden a tierra firme y (0.17%) 0.01 km² es agua.

## Demografía
Según el censo de 2010, había 1967 personas residiendo en Adams. La densidad de población era de 257,1 hab./km². De los 1967 habitantes, Adams estaba compuesto por el 94.81% blancos, el 1.27% eran afroamericanos, el 0.86% eran amerindios, el 0.46% eran asiáticos, el 0% eran isleños del Pacífico, el 0.71% eran de otras razas y el 1.88% pertenecían a dos o más razas. Del total de la población el 2.34% eran hispanos o latinos de cualquier raza.